# Il tesoro delle 13 case
Il tesoro delle 13 case (Le trésor des 13 maisons) è una serie televisiva francese trasmessa per la prima volta nel 1961.

## Cast
- Achille Zavatta, nel ruolo di Cristobal.
- Sylviane Margollé, nel ruolo di Mimi.
- Patrick Lemaître, nel ruolo di Roger.
- Jean-Roger Caussimon
- Christian Méry
- Paul Préboist
- Pierre Repp
- Maurice Chevit
- Hubert Deschamps

## Produzione
La serie fu prodotta da Pathé Consortium Cinéma e dall'Office de Radiodiffusion Télévision Française.
Tra i registi della serie è accreditato Jean Bacqué, tra gli sceneggiatori André Poirier.

## Distribuzione
Alcune delle uscite internazionali sono state:
- in Francia (Le trésor des 13 maisons)
- in Germania Ovest (Der Schatz der 13 Häuser)
- in Italia (Il tesoro delle 13 case)